# Canyada del Fenollar
La Canyada del Fenollar, coneguda popularment com la Canyada, és una pedania d'Alacant. Limita al nord amb el Moralet, al sud amb la serra de Fontcalent, a l'oest amb l'Alcoraia i el Verdegàs, i a l'est amb el municipi de Sant Vicent del Raspeig. Durant el segle xix, la Canyada del Fenollar va pertànyer a l'ajuntament de Sant Vicent del Raspeig.

## Descripció general
La partida la conformen nuclis aïllats que sumen prop de 1.200 habitants. Els seus nuclis de població són:
- Alabastre: 134 hab.
- Barri de Granada: 112 hab.
- La Canyada: 10 hab.
- Ermita de Sant Jaume: 169 hab.
- El Pintat: 83 hab.
- Rambla de Pepió: 67 hab.
- Rambla del Roget: 88 hab.
- Disseminat: 516 hab.

L'alcalde pedani és José Luis Tárraga. Els veïns reclamen des de fa anys servicis bàsics dels quals manquen com enllumenat públic, asfaltat de camins o clavegueram.

## Construccions destacades
- Ermita de Sant Jaume: El centre de culte de la Canyada és l'ermita de Sant Jaume. Construïda en 1778 aproximadament i reconstruïda en 1950, és un edifici menut i de color blanc, rematat amb la campana a Maria del Carme. Està situada en un altet i alberga la figura de sant Jaume el Major.
- Llavador:[1] Es tracta d'una construcció hui pràcticament destruïda i, gràcies a l'obstinació dels veïns, s'està tractant de reconstruir. Va ser un motor de la zona, dones de la partida acudien a Alacant amb carro a recollir la roba dels hotels i d'alguns senyorets que llavaven a mà i després la retornaven. L'edifici on es llavava i la bassa es van anar perdent quan va arribar l'aigua potable i van aparèixer les primeres llavadores.[2]
- Casa del Alabastre.
- Casa de la Meca.

## Festes patronals
Les seues festes patronals en honor de sant Jaume el Major i a la Verge del Carme són el 25 de juliol. Les festes patronals són l'esdeveniment més important de la Canyada. Comencen en els dies previs amb el pregó, el comiat de la reina i dames de les festes de l'any anterior i la presentació de les de l'any present. Se celebren revetles a la plaça de l'ermita de Sant Jaume. Durant aquests dies és tradicional també la solta de vaquilles i toros en un recinte preparat per a l'ocasió. La solta de vaquilles i toros provoca controvèrsia en els últims anys, i partits polítics com EU venen sol·licitant la seva prohibició.